# Escândalo!
Escândalo! é o terceiro álbum de estúdio da cantora e compositora brasileira Angela Ro Ro , lançado em 1981 pela PolyGram, dentro do selo Polydor Records. Seus grandes sucessos foram a faixa título Escândalo de Caetano Veloso e Came e Case de autoria própria.

## Faixas
| Lado 1 |                        |                                |         |  |
| N.º    | Título                 | Compositor(es)                 | Duração |  |
| 1.     | "Perdoai-os, Pai"      | Sergio Bandeyra Angela Ro Ro   | 3:42    |  |
| 2.     | "Came e Case"          | Ro Ro                          | 4:40    |  |
| 3.     | "Escândalo"            | Caetano Veloso                 | 4:18    |  |
| 4.     | "Tão Beata, Tão à Toa" | Naila Skorpio Guto Graça Mello | 3:36    |  |
| 5.     | "Na Cama"              | Skorpio Sonia Burnier          | 4:01    |  |

| Lado 2         |                         |                 |         |  |
| N.º            | Título                  | Compositor(es)  | Duração |  |
| 6.             | "Vou Lá no Fundo"       | Skorpio Burnier | 3:38    |  |
| 7.             | "Perco o Rumo"          | Skorpio Mello   | 2:56    |  |
| 8.             | "Fraca e Abusada"       | Ro Ro           | 2:03    |  |
| 9.             | "Coitadinha, Bem Feito" | Bandeyra Ro Ro  | 4:22    |  |
| 10.            | "Passarinho"            | Bandeyra Ro Ro  | 3:13    |  |
| 11.            | "Mistério"              | Skorpio Burnier | 3:41    |  |
| Duração total: | Duração total:          | Duração total:  | 40:27   |  |